# Lijst van voetbalinterlands Liberia - Malawi
Deze lijst van voetbalinterlands is een overzicht van alle officiële voetbalwedstrijden tussen de nationale teams van Liberia en Malawi. De landen speelden tot op heden vier keer tegen elkaar. De eerste ontmoeting was een kwalificatiewedstrijd voor het Wereldkampioenschap voetbal 1990 op 11 juni 1989 in Monrovia. Het laatste duel, een kwalificatiewedstrijd voor het Wereldkampioenschap voetbal 2026, werd gespeeld in de Liberiaanse hoofdstad op 17 november 2023.

## Wedstrijden
| № | Plaats   | Datum            | Competitie           | Wedstrijd        | Uitslag |
| - | -------- | ---------------- | -------------------- | ---------------- | ------- |
| 1 | Monrovia | 11 juni 1989     | WK 1990 kwalificatie | Liberia − Malawi | 1 − 0   |
| 2 | Lilongwe | 26 augustus 1989 | WK 1990 kwalificatie | Malawi − Liberia | 0 − 0   |
| 3 | Monrovia | 4 september 2012 | Vriendschappelijk    | Liberia − Malawi | 1 − 0   |
| 4 | Monrovia | 17 november 2023 | WK 2026 kwalificatie | Liberia − Malawi | 0 − 1   |

## Samenvatting
| Competitie        | Totaal gespeeld | Winst Liberia | Gelijk | Winst Malawi | Doelsaldo Liberia – Malawi |
| ----------------- | --------------- | ------------- | ------ | ------------ | -------------------------- |
| WK-kwalificatie   | 3               | 1             | 1      | 1            | 1 − 1                      |
| Vriendschappelijk | 1               | 1             | 0      | 0            | 1 − 0                      |
| Totaal            | 4               | 2             | 1      | 1            | 2 − 1                      |

LFA · Liberiaans vrouwenelftal
Interlands
Tegenstander:
Algerije ·
Angola ·
Benin ·
Botswana ·
Burkina Faso ·
Burundi ·
Centraal-Afrikaanse Republiek ·
Colombia ·
Congo-Brazzaville ·
Congo-Kinshasa ·
Djibouti ·
Egypte ·
Equatoriaal-Guinea ·
Ethiopië ·
Gabon ·
Gambia ·
Ghana ·
Guinee ·
Guinee-Bissau ·
Indonesië ·
Irak ·
Ivoorkust ·
Kaapverdië ·
Kameroen ·
Kenia ·
Lesotho ·
Libië ·
Madagaskar ·
Malawi ·
Maleisië ·
Mali ·
Marokko ·
Mauritanië ·
Mauritius ·
Mexico ·
Namibië ·
Niger ·
Nigeria ·
Oeganda ·
Oman ·
Papoea-Nieuw-Guinea ·
Rwanda ·
Sao Tomé en Principe ·
Senegal ·
Sierra Leone ·
Soedan ·
Tanzania ·
Thailand ·
Togo ·
Tsjaad ·
Tunesië ·
Zambia ·
Zimbabwe ·
Zuid-Afrika
FAM · 
Bondscoaches · 
Topscorers · 
Malawisch vrouwenelftal
1962 - 1969 · 
1970 - 1979 · 
1980 - 1989 · 
1990 - 1999 · 
2000 – 2009 · 
2010 – 2019 ·
2020 − 2029
Algerije ·
Angola ·
Bangladesh ·
Benin ·
Botswana ·
Burkina Faso ·
Burundi ·
Comoren ·
Congo-Brazzaville ·
Congo-Kinshasa ·
Djibouti ·
Egypte ·
Equatoriaal-Guinea ·
Eritrea ·
Ethiopië ·
Gabon ·
Ghana ·
Guinee ·
Ivoorkust ·
Jemen ·
Kameroen ·
Kenia ·
Lesotho ·
Liberia ·
Libië ·
Madagaskar ·
Mali ·
Marokko ·
Mauritius ·
Mozambique ·
Namibië ·
Nigeria ·
Oeganda ·
Rwanda ·
Sao Tomé en Principe ·
Senegal ·
Seychellen ·
Sierra Leone ·
Soedan ·
Somalië ·
Swaziland ·
Tanzania ·
Togo ·
Tsjaad ·
Tunesië ·
Zambia ·
Zimbabwe ·
Zuid-Afrika ·
Zuid-Soedan